# Södermanlands runinskrifter 325
Runinskrift Sö 325 är en runsten som nu står vid nordvästra stigluckan till kyrkogården vid Härads kyrka i Härads socken, Södermanland. 

## Stenen
Stenens material är röd granit, höjden är 1,43 meter, bredden 1,02 meter och den är en aning avsmalnande ner mot foten. Den är utan kors eller annan hänvisning till kristen tro. Stenen låg i vapenhusets golv innan den restes 1869 ute på kyrkogården. Dess ursprungliga plats är inte känd.
Runslingan utgörs av två motställda, rundögda drakar. De binds vid överkropparna av ett enkelt band, nära stjärtarna (upptill) av en stor boja som är vänd uppåt för att fullt utnyttja stenens yta. Dessutom har varje drake sin egen svans lagd runt halsen. Svansarna slutar i små klut. Svansbindningen är inte fullständig hos den första draken – det verkar som om ristaren fick ont om plats. 
Skriften löper medsols med runbasen vänd inåt. Runorna är stora, alla står inom slingan. Ristaren använder svensk runrad från 1000-talet, med inslag två stungna runor (E) och dubbla punkter som skiljetecken. På stenens ena sida är båda S-runor spegelvända. En translittererade översättning av inskriften följer nedan: 

## Inskriften
Translitterering av runraden:
: kaubi · resti : stin : eftiʀ :· su(i)ni : faþur : sin :
Normalisering till runsvenska:
Kaupi ræisti stæin æftiʀ Svæini, faður sinn.
Översättning till nusvenska:
Kaupi (Köpe) reste sten efter Svenne, sin fader.
Namnet Kaupi (Köpe) är känt från Finland och kommer troligen från ordet för köpman. Från början är det ett romerskt ord: 'caupo' betyder 'vinhandlare' på latin. Ristaren kan ha varit Kaupi själv.

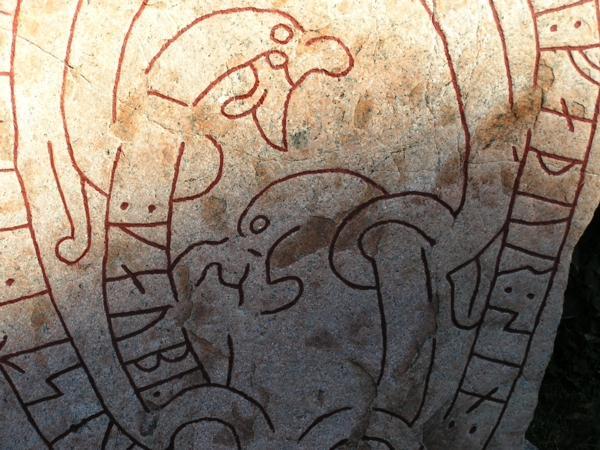
Detalj: Drakarnas huvuden